# Traci Wolfe
Traci Wolfe, född 1961 i New Jersey, är en amerikansk skådespelare. Hennes mest framträdande roll var när hon spelade dottern Rianne, till polisen Roger Murtaugh, i Dödligt vapen-filmerna.